# St. Cosmas und Damian (Leer)

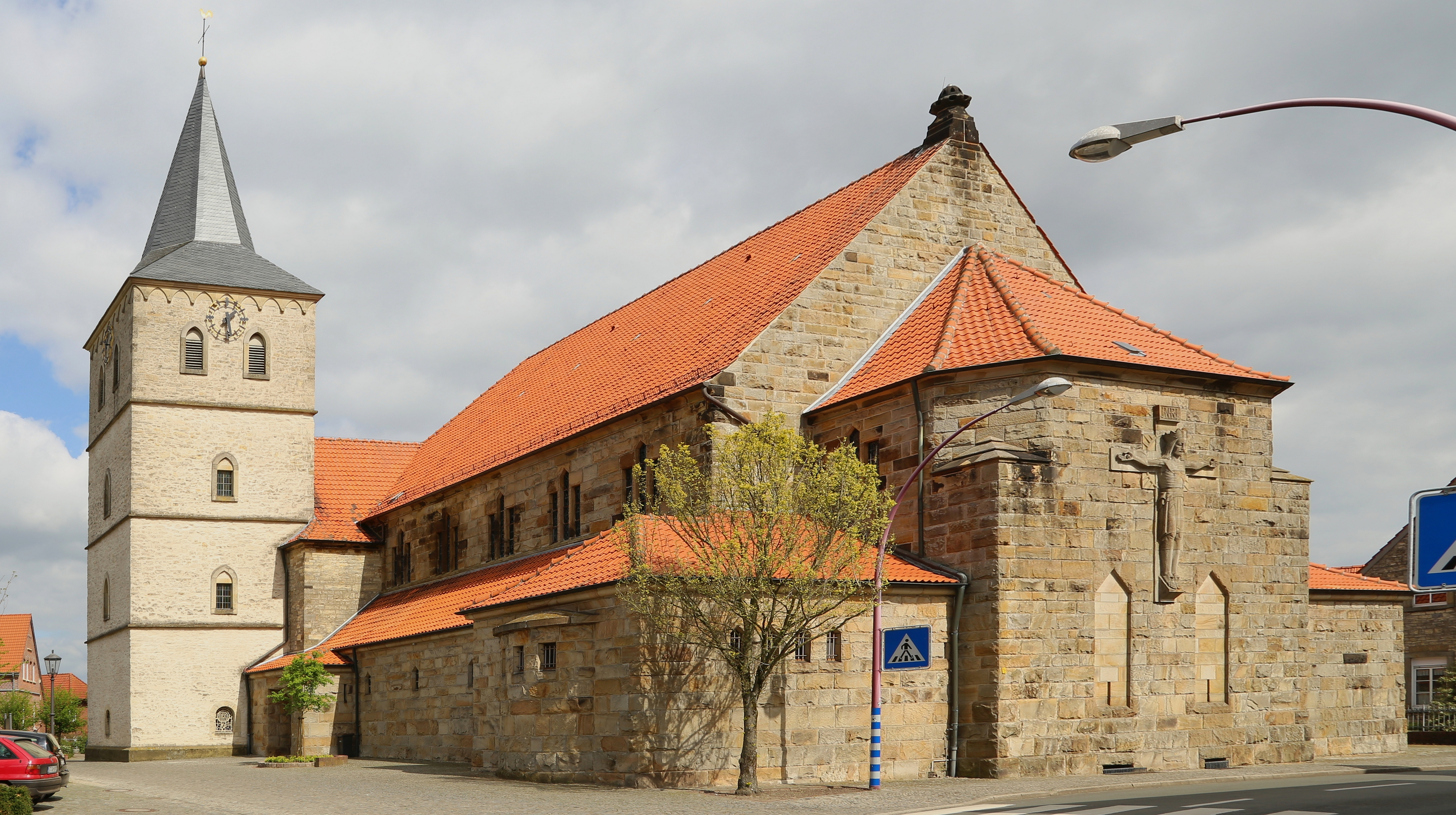
Kirche St. Cosmas und Damian

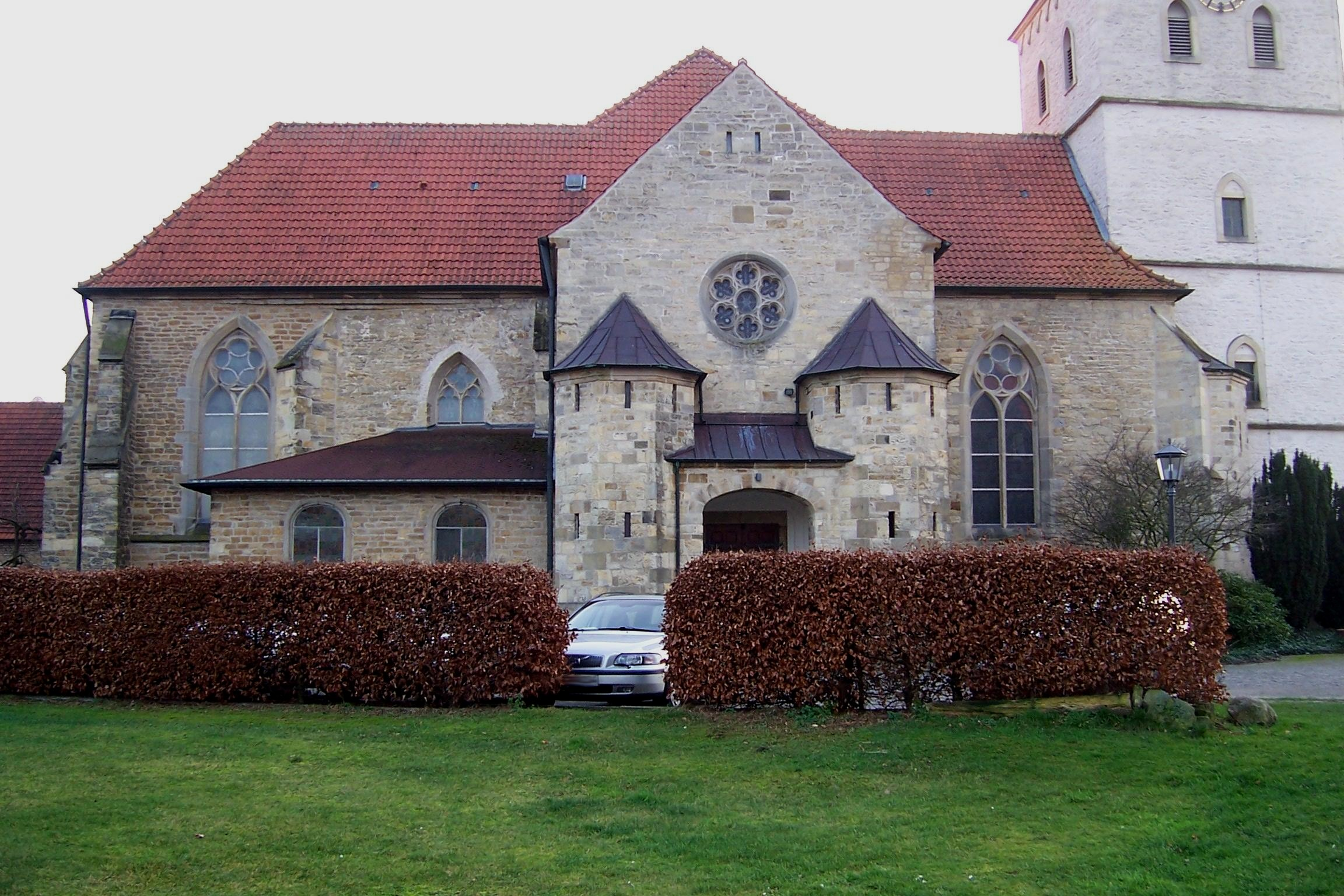
Alter Teil der Kirche; Turm 1828, Langhaus frühgotisch – die Baunaht zum Rechteckchor von 1881 zeigt der Wechsel zu besser behauenem Sandstein, Portal von 1929. Links vom Portal die alte Sakristei.

Die katholische Filialkirche St. Cosmas und Damian ist ein denkmalgeschütztes Kirchengebäude in Leer, einem Ortsteil der Kleinstadt Horstmar im Kreis Steinfurt (Nordrhein-Westfalen).

## Architektur und Geschichte
Auf einem Haupthof der Abtei Werden wurde die Eigenkirche gegründet. Erstmals urkundlich erwähnt wurde sie 1217. Durch Tausch kamen Hof und Kirche 1269 an die Edlen von Ahaus.
Das Gebäude ist ein kleiner frühgotischer Gewölbesaal mit einem Turm von 1828. Die Kirche wurde mehrfach bedeutend erweitert, eine Sakristei an der Nordseite ist von 1881, die letzte Erweiterung, ein frühes Beispiel der Verwendung von Stahlbeton, wurde 1930 vorgenommen.

## Ausstattung
- Bedeutendes Astkruzifix aus der Zeit um 1300. Es ist mit Blättern besetzt.
- Gotische Malerei mit seltenen Eigenheiten wurde 1981 an einer Gewölbekappe freigelegt
- In Kopie die Hälfte einer Doppelmadonna vom Ende des 15. Jahrhunderts, Original in Privatbesitz
- Figur vom Schalldeckel der Kanzel (Rokoko), St. Michael darstellend.
- Ölgemälde Mariä Verkündigung, um 1800

## Orgel
Die Sauer-Orgel wurde vermutlich in den 1930er Jahren gebaut und etwa 25 Jahre später neugestaltet. Insgesamt umfasst das Instrument 28 Register auf zwei Manualen und Pedal.
| I Hauptwerk C–  |    |
| Prinzipal       | 8′ |
| Gemshorn        | 8′ |
| Dolce           | 8′ |
| Gedackt         | 8′ |
| Octav           | 4′ |
| Rohrflöte       | 4′ |
| Nachthorn       | 2′ |
| Mixtur IV–VI    |    |
| Terz-Cymbel III |    |
| Trompete        | 8′ |

| II Schwellwerk C– |         |
| Quintatön         | 16′     |
| Geig.-Prinzipal   | 08′     |
| Doppelflöte       | 08′     |
| Salicional        | 08′     |
| Schwebung         | 08′     |
| Singend Prinzipal | 04′     |
| Quintflöte        | 02 ⁄3′  |
| Terz              | 01 3⁄5′ |
| Rauschpfeife IV   |         |
| Flöten-Cornett    |         |
| Krummhorn         | 08′     |
| Tremolo           |         |

| Pedal C–d1 |     |
| Subbass    | 16′ |
| Zartbass   | 16′ |
| Violon     | 16′ |
| Octavbass  | 08′ |
| Blockflöte | 04′ |
| Octav      | 02′ |
| Posaune    | 16′ |

- Koppeln: II/I, I/P, II/P, II/II Superoktav, II/I Superoktav
- Spielhilfen: zwei freie Kombinationen, eine freie Pedalkombination, Crescendo-Walze

Da bis 2015 der Kirchenmusiker auch gleichzeitig Küster war, wird die Glocke, die zur Wandlung erklingt, auch heute noch vom Spieltisch aus per Knopfdruck bedient.